# ایکدا ترواوکی
ایکدا ترواوکی (به ژاپنی: 池田 輝興 Ikeda Teruoki); ۲۷ فوریهٔ ۱۶۱۱ – ۱۹ ژوئن ۱۶۴۷) یک دایمیو در دوره ادو بود که بر قلمروی آکو حکمرانی می‌کرد. او در سال دوم شوهو برابر با ۱۶۴۵، پس از اینکه دیوانه شد، همسر اصلی و کنیزانش را به قتل رساند و جایگاه او در سال ۱۶۴۵ به آسانو ناگانائو پدربزرگ  آسانو ناگانوری داده شد. دو سال بعد از این حادثه در اسارت درگذشت و املاک او مصادره شد.